# SCG Boot
Scuderia Cameron Glickenhaus SCG Boot — среднеразмерный внедорожник, выпускающийся с 2020 года американским автопроизводителем Scuderia Cameron Glickenhaus LLC.

## История
Boot был разработан компанией Scuderia Cameron Glickenhaus LLC, которая также специализируется на участии в гонках 24 часа Ле-Мана и производстве суперкаров. Эталоном стал гоночный внедорожник Hurst Baja Boot, на котором в конце 1960-х годов участвовал Стив Маккуин. Следуя за этим автомобилем, SCG Boot получил отличительные пропорции с чётко очерченными колёсными арками, внедорожными шинами с широким протектором и четырьмя круглыми фарами, расположенными на одной линии с ветровым стеклом.

## Особенности
SCG Boot оснащён 6,2-литровым двигателем LT4 V8 в паре с четырёхступенчатой автоматической трансмиссией.